# Nectomys rattus
Nectomys rattus és una espècie de mamífer rosegador de la família dels cricètids. Viu al Brasil, Colòmbia, la Guaiana Francesa, Guyana, el Surinam i Veneçuela. Els seus hàbitats naturals són les selves de plana, les ribes dels rierols, el cerrado i la caatinga. És una espècie en risc mínim, és a dir, no sembla que hi hagi cap amenaça significativa per a la seva supervivència.